# Gemini Records
Gemini Records was een Noors platenlabel, dat jazz uitbracht. Het werd in 1984 in Asker opgericht door Bjørn Peterson en was tot 2006 actief. Een zusterlabel was Taurus Records. De meeste platen werden in de Rainbow Studio's in Oslo opgenomen en geproduceerd door Jan Erik Kongshaug. 
Het eerste album op het label was van Bjarne Nerem, daarna volgden platen van onder meer Kenny Davern, Harold Ashby, Egil Kapstad, Al Grey, Knut Riinæs, Kristian Bergheim, Atle Hammer, Eivin Sannes, Benny Bailey, Frank Wess, Per Husby, Harry Allen, Lars Erstrand, Zoot Sims, Al Cohn, Egil Johansen, Karin Krog, Per Nyhaug en Totti Bergh. Op het sublabel Taurus Records kwam werk uit van bijvoorbeeld Odd Riisnæs, Espen Rud en Andy Laverne.